# Melanie Winiger
Melanie Winiger, née le 22 janvier 1979 à Zurich, est une actrice suisse. Elle a d'abord été révélée en remportant le concours de Miss Suisse en 1996.

## Biographie
Melanie Winiger est née en 1979 à Zurich. Elle a été élue Miss Suisse en 1996 (la plus jeune miss suisse au moment de son élection).
Elle commence une carrière d'actrice en 2003, avec le film À vos marques, prêts, Charlie.
En 2008, elle se marie avec le rappeur Stress. Le 13 septembre 2011, Gadget, l'agence de management de Stress diffuse un communiqué annonçant leur séparation en précisant qu'aucune autre déclaration à ce sujet ne sera faite.
Elle présente depuis 2008 la cérémonie du tirage au sort de la phase de groupes de Ligue des champions de l'UEFA se tenant annuellement à Monaco.

## Filmographie

### Actrice

#### Cinéma
- 2003 : À vos marques, prêts, Charlie de Mike Eschmann : Michelle Bluntschi
- 2006 : Love Made Easy de Peter Luisi : Natalia
- 2007 : Breakout de Mike Eschmann : Nicole Frey
- 2009 : Brandstifter (court métrage) de Felix von Muralt : Karina
- 2010 : Sinestesia d'Erik Bernasconi : Michela
- 2011 : One way trip de Markus Welter : Marlene
- 2011 : Resturlaub de Gregor Schnitzler : Luna
- 2013 : Who Killed Johnny de Yangzom Brauen : Mélanie / Anna
- 2017 : Lammbock 2 de Christian Zübert : Yasemin

#### Télévision
- 2006 : Sonjas Ruckkehr de Tobias Ineichen : Sonja Knecht
- 2008 : Heldin der Lüfte de Michael C. Huber : Sina Andri
- 2010 : Sonntagsvierer de Sabine Boss : Angie
- 2016 : Spuren der Rache de Nikolai Müllerschön (en) : Nazimah
- 2017 : Mordkommission Istanbul (série télévisée, 2 épisodes) : Derya Güzel

### Productrice

#### Cinéma
- 2018 : #Female Pleasure de Barbara Miller : Productrice exécutive